# 下梓坑
下梓坑是安徽省南部黟县宏村镇星光村的一个自然村，4个村民组（上梓坑、下梓坑、岭下朱、木坑）之一，在黄山至宏村旅游线上，在木坑竹海景区对面，宏村隧道口附近，距宏村4公里，塔川村2公里。
2013年8月，下梓坑村被评为第二批中国传统村落。